# Gompel
Gompel is een van de twaalf gehuchten van de Belgische gemeente Mol. De plaats ligt nabij het Kanaal Dessel-Kwaadmechelen en wordt ook wel geduid als een kerkdorp.

## Geschiedenis

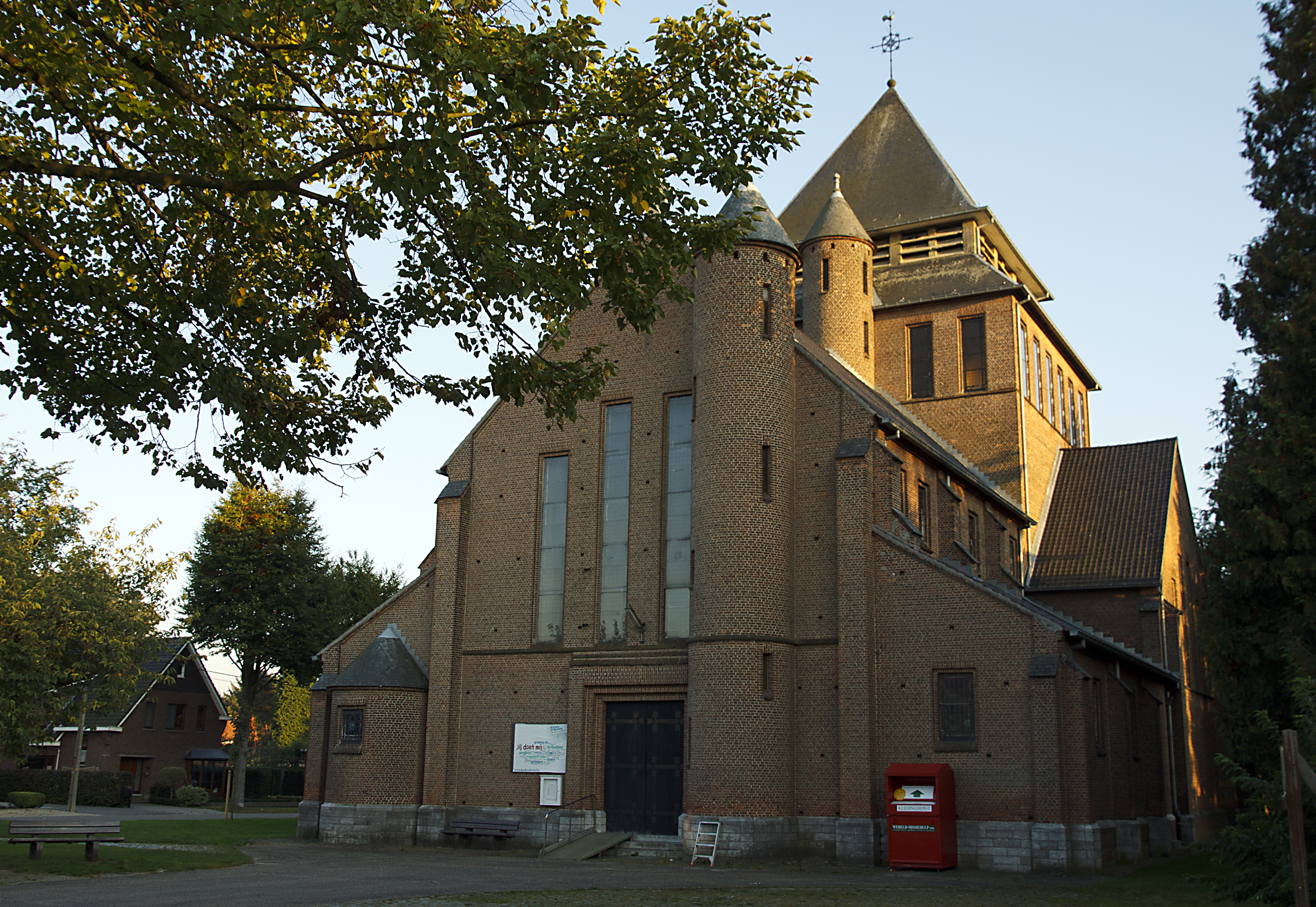
Onze-Lieve-Vrouw-Onbevlekt-Ontvangenkerk

Gompel is een van de oudste nederzettingen in Mol. Het betrof een hoeve die eigendom was van de Abdij van Corbie en dat bleef toen 1228 de rest van de voogdij Mol door de Hertog van Brabant in bezit werd genomen. Reeds in de vroege middeleeuwen was dit goed verbonden met de kernen Mol en Ezaart. In 1559 verkocht de Abdij al haar bezittingen in de noordelijke Nederlanden en ook Gompel werd verkocht, en wel aan Godfried van Bocholtz. Tot in het begin van de 18e eeuw bevond Gompel zich nog buiten de vrijheid Mol, maar werd toen, door de grondheer Jan-Frederik van Renesse, ondergebracht bij Mol. De laatste grondheer tot de opheffing van het ancien régime was Jan-Frederik van Isendoorn.

### Vensterglasfabriek en de groei
Gompel is vooral bekend vanwege de vensterglasfabriek van Glaverbel, waar anno 2010 rond de 500 mensen werken. Deze ontstond als uitvloeisel van de zilverzandwinning in de directe omgeving. Eens was dit de grootste glasfabriek van Europa. Deze fabriek vestigde zich in 1923 in Gompel en begon vanaf 1937 ook spiegelglas en isolerend glaswerk te produceren, Thermolux geheten, in 1948 gevolgd door Thermopane. Later worden ook producten op basis van glasvezel vervaardigd.
De vestiging van de fabriek deed het inwonertal van Gompel groeien en in 1930 werd de Onze-Lieve-Vrouw-Onbevlekt-Ontvangenkerk ingewijd. Naast de kerk bevindt zich een Lourdesgrot welke is versierd met stukken van uit de fabriek afkomstig glas.
In 1926 werd in Gompel een casino gebouwd in Art Decostijl. Hieromheen ligt een eveneens in Biedermeierstijl opgetrokken wijk. Het casino behoorde aanvankelijk tot de Glaverbel-fabriek. Later werd het casino een hotel en was eigendom van een familie, die echter in 1999 failliet ging. Sindsdien stond het casino leeg en was zwaar in verval. Het pand werd zelfs bedreigd met sloop, omdat de toenmalige eigenaar het pand verkocht aan een sloopfirma uit Retie. De laatste wilde de grond saneren om er een betoncentrale van te maken, inclusief loodsen. Het gemeentebestuur ontving tijdens deze aanvraagprocedure ruim 500 bezwaarschriften van buurtbewoners, die het pand wilde behouden.
In december 2010 heeft de Vlaamse minister van Onroerend Erfgoed beslist om het 'Casino van Gompel' definitief te beschermen. Dit betekent dat van een afbraak geen sprake meer is. Het Casino is beschermd omwille van zijn historische, sociaal-culturele, architecturale en industriële waarde.
Sinds 2020 wordt het Casino volledig hersteld in oorspronkelijke toestand met het idee hier weer de originele bestemming aan te geven: café, restaurant, ontmoetingscentrum, kunst en cultuur beleving, de bovenverdiepingen krijgen opnieuw een hotelfunctie.

## Afbeeldingen

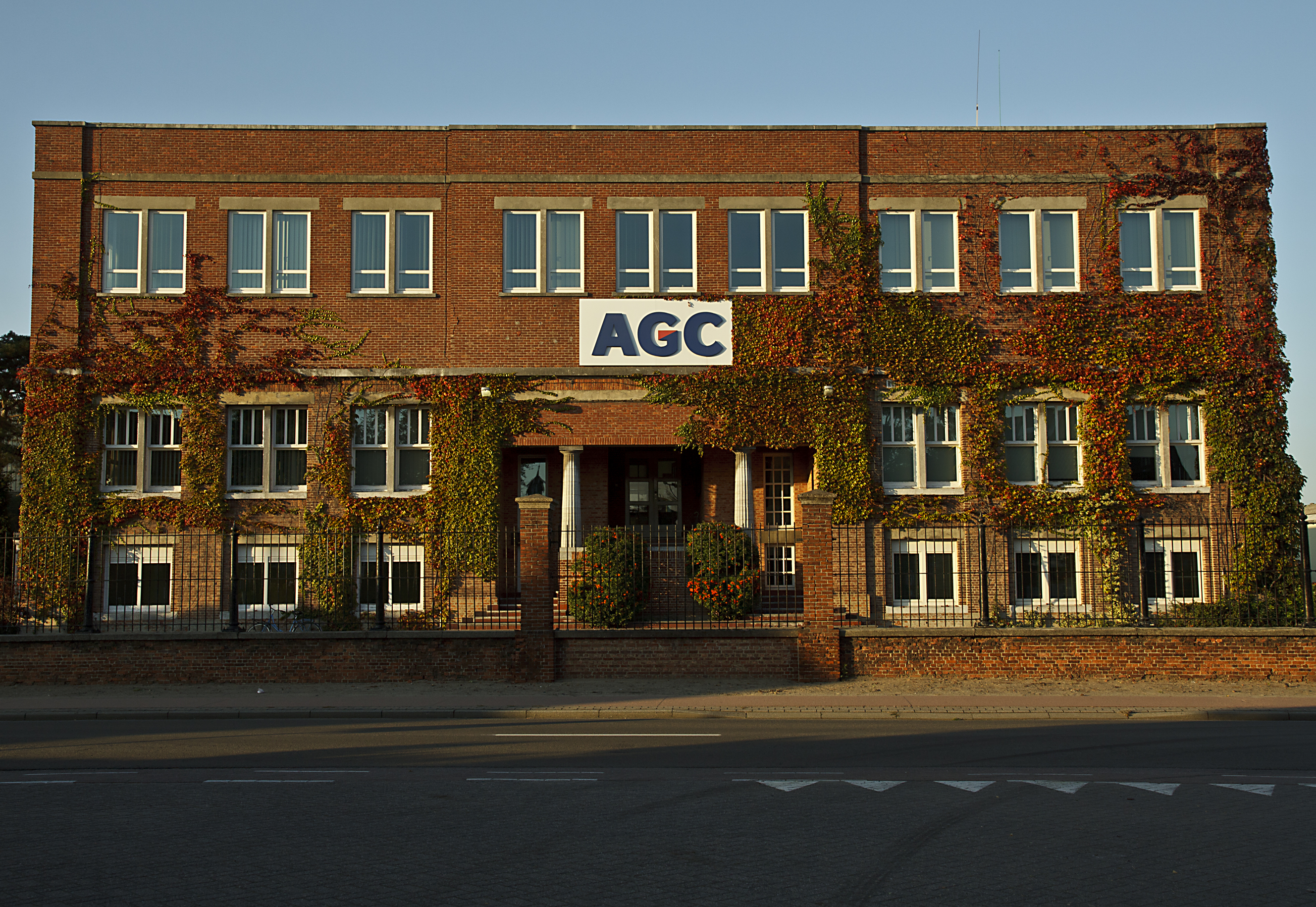
Vensterglasfabriek
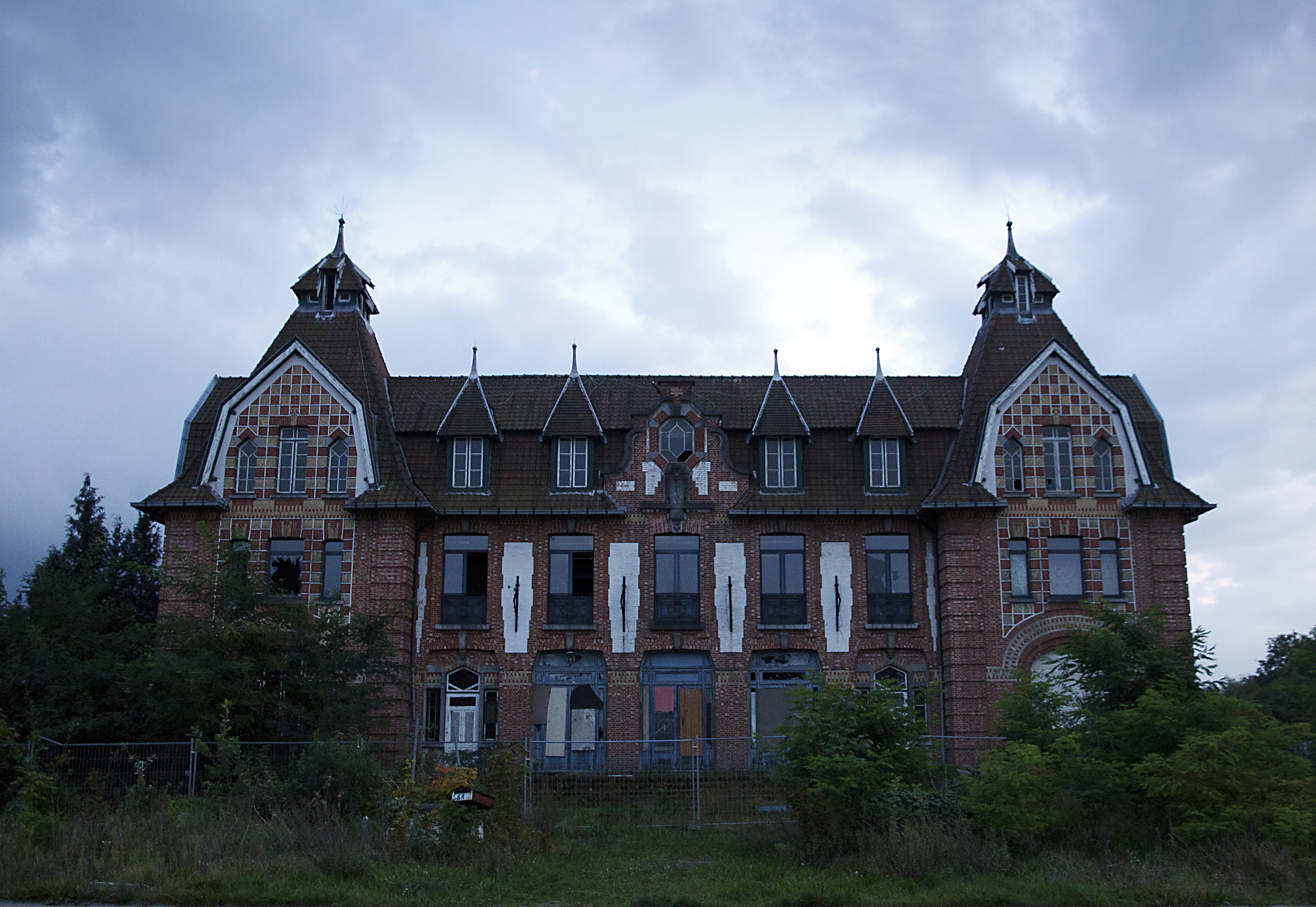
Het Casino in 2011

## Nabijgelegen kernen
Mol-Centrum, Ginderbuiten, Wezel, Rosselaar